# جوى بيج
جوى بيج (بالإنجليزية: Joy Page)‏ هي ممثلة أمريكية، ولدت في 9 نوفمبر 1924 بلوس أنجلوس في الولايات المتحدة، وتوفيت بنفس المكان في 18 أبريل 2008 بسبب ذات الرئة وسكتة.

## أعمال

### أفلام
- (1942) كازبلانكا

## وصلات خارجية
- جوى بيج على موقع IMDb (الإنجليزية)
- جوى بيج على موقع ألو سيني (الفرنسية)
- جوى بيج على موقع تيرنر كلاسيك موفيز (الإنجليزية)
- جوى بيج على موقع أول موفي (الإنجليزية)
- جوى بيج على موقع قاعدة بيانات الأفلام السويدية (السويدية)
- جوى بيج على موقع قاعدة بيانات الفيلم (الإنجليزية)
- جوى بيج على موقع كينوبويسك (الروسية)